# Albara
Albara is een geslacht van vlinders van de familie eenstaartjes (Drepanidae), uit de onderfamilie Drepaninae.

## Soorten
- A. hollowayi Watson, 1970
- A. reversaria Walker, 1866
- A. soluma Chu & Wang, 1987
- A. takasago Okano, 1959
- A. violinea Chu & Wang, 1987